# 道の駅東松島
道の駅東松島（みちのえき ひがしまつしま）は、宮城県東松島市にある市道百合子線の道の駅である。
宮城県で19番目の道の駅で、東松島市としては初の道の駅となる。三陸沿岸道路（三陸道）矢本PAに隣接する。名称は地元の中学生が命名した。
2階の展望デッキからは、付近にある航空自衛隊松島基地に所属するブルーインパルスの訓練飛行を見ることができる。

## 歴史
- 2024年（令和6年）
  - 1月19日 - 起工式を開催[4]。
  - 8月7日 - 国土交通省より道の駅第61回登録において、「道の駅東松島」として登録[1]。
  - 10月 - 完成[4]。
  - 11月27日 - 開駅[1][2][3]。

## 施設
- 駐車場 133台
- トイレ 39器
- 情報提供施設
- 休憩施設
- 観光案内所
- ベビーコーナー
- 非常用電源
- 備蓄倉庫
- 貯水槽
- 公衆電話
- 公衆無線LAN
- 物販施設
- 飲食施設
- キッズスペース
- 加工施設
- コンビニエンスストア
- 展望デッキ
- 広場

## アクセス
- 市道百合子線 - 登録路線
  - E45 三陸沿岸道路 矢本PA上り線施設から直接アクセス可能。当駅敷地を経由しての三陸道と一般道の通り抜けはできない。三陸道下り線からは、いったん矢本ICで降りて市道百合子線を経由する必要がある[7]。